# Intento de asesinato de Donald Trump en Florida
El intento de asesinato de Donald Trump en Florida se produjo el 15 de septiembre de 2024, en el cual un agente del Servicio Secreto disparó contra el sospechoso, posteriormente identificado como Ryan Wesley Routh, de 58 años, quien según el informe del agente fue visto escondido con un rifle entre unos arbustos en el Trump International Golf Club en West Palm Beach, Florida. Routh huyó de la escena y luego fue capturado en el condado de Martín. El incidente ocurrió mientras Donald Trump, entonces expresidente de los Estados Unidos, estaba jugando al golf en el club. Las autoridades creen que Routh tenía la intención de dispararle a Trump. No se reportaron heridos. El FBI está investigando el incidente como un intento de asesinato. El incidente ocurrió dos meses después de un intento anterior de asesinato contra Trump mientras hablaba en un mitin de campaña presidencial en Butler (Pensilvania).

## Antecedentes
El Trump International Golf Club ha sido señalado como un objetivo potencial de intentos de atentar contra la vida de Donald Trump. El incidente ocurrió 64 días después de un intento de asesinato previo contra Trump en un mitin de campaña en Butler (Pensilvania), en el que Trump resultó herido en la parte superior de la oreja derecha.

## Incidente
El incidente tuvo lugar alrededor de la 1:30 p. m. EDT, aproximadamente 12 horas después de que el presunto pistolero había llegado, mientras Trump estaba jugando al golf en el club entre los hoyos cinco y seis con su amigo y donante Steve Witkoff. Los agentes del Servicio Secreto vieron a un hombre apuntando con un rifle en el campo de golf mientras se escondía entre unos arbustos a unos 400 metros de Trump. Un agente disparó contra el hombre, quien dejó caer su arma y huyó en un vehículo. El hombre no tenía una línea de visión clara sobre Trump y no disparó su arma. Un testigo tomó una fotografía del vehículo del sospechoso, ayudando a las autoridades a localizarlo. El campo de golf fue cerrado poco después del incidente y no se reportaron heridos.
En el lugar se recuperaron un fusil tipo SKS con mira telescópica, dos mochilas que contenían baldosas de cerámica que podían desviar una bala y una cámara GoPro.

## Sospechoso

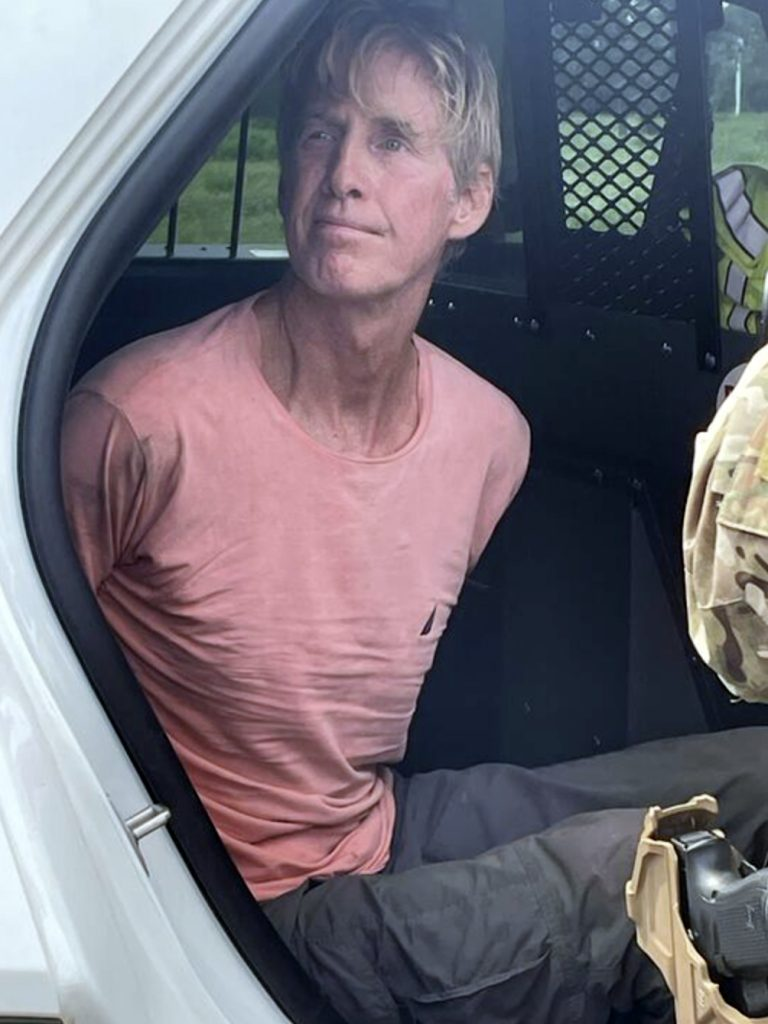
Routh bajo custodia policial poco después del incidente.

Poco después del incidente, las autoridades identificaron al sospechoso como Ryan Wesley Routh, un residente de Hawái de 58 años que vivió la mayor parte de su vida en Greensboro (Carolina del Norte). Ryan y su hijo son dueños de una empresa de construcción de cobertizos en Hawái.
Routh tenía un historial de actividad política en línea y fuera de línea. Routh hizo publicaciones en Twitter afirmando que votó por Trump en 2016, pero desde entonces se arrepintió. En un libro electrónico autoeditado en 2023, escribió sobre su apoyo anterior a Trump diciendo: «Soy lo suficientemente hombre para decir que juzgué mal y cometí un terrible error». Routh condenó el asalto al Capitolio de 2021 como «perpetrado por Donald Trump y su grupo antidemocrático». Después de su desilusión con Trump, Routh anunció desde entonces su apoyo a varios oponentes presidenciales de Trump, incluidos los candidatos presidenciales demócratas Joe Biden, Kamala Harris y Tulsi Gabbard (miembro del Partido Demócrata en ese momento), así como los candidatos presidenciales republicanos Vivek Ramaswamy y Nikki Haley. Routh, además, había donado 140 dólares a causas demócratas desde 2019 y está registrado en Carolina del Norte como votante independiente. Routh votó en las elecciones primarias demócratas de Carolina del Norte en 2024. Los escritos de Routh y las entrevistas con testigos que lo conocieron sugerían que él se consideraba un participante importante en los acontecimientos mundiales. Routh intentaba con frecuencia contactar con figuras influyentes, como Kim Jong-un y Elon Musk. También se dirigió a Irán en su libro, instando al país a asesinar a Trump.
Routh dijo en una entrevista de 2022 con un periodista rumano en Kiev que voló a Ucrania para unirse a su ejército en los meses posteriores a la invasión a gran escala de Rusia, pero se enteró de que «no era un candidato ideal» para el campo de batalla porque tenía más de 50 años y no tenía experiencia militar. Más tarde, en 2022, Routh dijo en una entrevista que después de ser rechazado para el servicio militar, comenzó a reclutar soldados voluntarios para el ejército ucraniano. Routh se quejó de los obstáculos que existen para que Ucrania admita a combatientes extranjeros, y dijo a la publicación Semafor: «A menudo es muy difícil trabajar con Ucrania, tienen miedo de que todos y cualquiera sean espías rusos».
Evelyn Aschenbrenner, exvoluntaria de la Legión Internacional de Ucrania, calificó a Routh de «delirante» y «mentiroso» por sus afirmaciones de que había reclutado para la organización ucraniana, y dijo que Routh «no estaba, y nunca ha estado, asociado con la Legión Internacional o las Fuerzas Armadas de Ucrania en absoluto». Aschenbrenner dijo de Routh: «Era combativo. Era discutidor. Se negó repetidamente a comprender la política básica del ejército», y agregó: «Había [sic] delirios de grandeza y [estaba] muy desconectado de la realidad». La Legión Internacional para la Defensa de Ucrania dijo en un comunicado que Routh «nunca había sido parte, asociado o vinculado» con ella «en ninguna capacidad».
Routh tenía varios cargos criminales previos, incluida una condena en 2002 por «posesión de un arma mortal y de destrucción masiva» después de atrincherarse en un edificio con un arma completamente automática. Otros cargos contra Routh incluían infracciones de tránsito y posesión de artículos robados.

## Investigación
Routh fue detenido como persona de interés mientras conducía hacia el norte por la Interestatal 95 desde el condado de Palm Beach, según la Oficina del Sheriff del condado de Palm Beach. Las unidades del sheriff «esperaron [un rato]» para detener el vehículo y evitar iniciar una persecución a alta velocidad. El coche de Routh fue detenido por las unidades del sheriff, que lo obligaron a salir de la carretera y lo arrestaron a punta de pistola. Estaba desarmado en el momento de su arresto.
El FBI está a cargo de la investigación, junto con el Servicio Secreto de los Estados Unidos y la Oficina del Sheriff del Condado de Palm Beach. El FBI está tratando el incidente como un intento de asesinato. Actualmente se desconoce el motivo de Routh, aunque las autoridades creen que tenía la intención de dispararle a Trump.
El gobernador de Florida, Ron DeSantis, se ha comprometido a abrir una investigación a nivel estatal sobre el tiroteo.

## Respuestas
El presidente Joe Biden y la vicepresidenta Kamala Harris, oponente de Trump en las elecciones presidenciales de 2024, fueron informados sobre el incidente. La Casa Blanca emitió un comunicado en el que decía: «El presidente y la vicepresidente han sido informados sobre el incidente de seguridad en el campo de golf Trump International, donde el expresidente Trump estaba jugando al golf. Están aliviados de saber que está a salvo». En una declaración separada, Harris dijo: «Me han informado sobre los informes de disparos cerca del expresidente Trump y su propiedad en Florida, y me alegro de que esté a salvo. La violencia no tiene cabida en Estados Unidos».
Poco después del tiroteo, el presidente de X (Twitter), Elon Musk, retuiteó una publicación en el sitio que preguntaba «¿Por qué quieren matar a Donald Trump?», respondiendo que «nadie está siquiera intentando asesinar a Biden/Kamala». Aunque inicialmente defendió su redacción, Musk eliminó la publicación tras una condena generalizada y afirmó al día siguiente que sus comentarios eran una broma. La Casa Blanca emitió un comunicado calificando el comentario de Musk de «irresponsable» y escribiendo que «la violencia sólo debe ser condenada, nunca alentada ni bromear sobre ella».